# Emily Morgan
Emily West Morgan (nacida cerca de 1815 – y fallecida en 1891), también conocida como «La rosa amarilla de Texas» o simplemente como «Emily de Punta Morgan», fue una sirvienta recordada por las historias de heroísmo acontecidas durante la guerra por la Independencia de Texas.

## Origen
Emily se convirtió en un mito y aunque no es parte de la historia formal de aquella turbulenta época, algunos historiadores todavía discuten la veracidad de la historia de Emily.
En la época de la guerra de Texas, Emily era una chica mulata que contaba con apenas unos veinte años, proveniente de algún lugar de la costa este, era poseedora de una inteligencia y sofisticación extraordinarios poco comunes en personas de servidumbre; algunos argumentan que su origen era posiblemente las Islas Bermudas, aunque también entre otros posibles lugares de origen está New Haven, Connecticut. 

## Llegada a Texas
James Morgan era el patrón de Emily en aquella época, un rico empresario de Filadelfia que emigró a Texas en 1830. Morgan era una persona muy ambiciosa y como muchos empresarios y aventureros de la costa este de los Estados Unidos, deseaba conseguir de cualquier modo una concesión para colonizar en la región mexicana de Texas, lo que le haría capitalizar tierra y oportunidades. Estas concesiones se otorgaban a extranjeros anglo-sajones, en primera instancia las facilitaba la Corona española y cuando México obtuvo su independencia en 1821, pasó a ser prerrogativa del gobierno mexicano, uno de los primeros gobiernos mexicanos que tuvieron que recibir emisarios extranjeros para obtener estas concesiones fue el encabezado por Agustín de Iturbide.
Morgan quiso traer esclavos a su colonia, pero en México la esclavitud estaba abolida por lo que no se le permitió. Para burlar la ley, Morgan transformó a sus esclavos en criados contratados por un período de 99 años. Según expedientes, Emily West se ofreció voluntariamente para esta servidumbre, muy probablemente para escapar de los prejuicios contra su raza, mestiza. Como se acostumbraba con los esclavos en aquel entonces, cambió su apellido por el de su dueño y así adoptó el nombre de Emily Morgan.

## Guerra de Texas
En 1836, el ejército de Texas que encabezado por Sam Houston, libraba una guerra abierta contra el ejército mexicano, con el objetivo de lograr la independencia de Texas. En aquel momento, James Morgan había establecido un centro de comercio, llamado Nueva Washington, cerca de la boca del río San Jacinto. Así, una porción de la tierra extendida en la bahía de San Jacinto fue nombrada " Punta Morgan". En esta ubicación estratégica, se cargaban lanchones con suministros y demás pertrechos para el ejército de Houston.
Como simpatizante de la causa tejana, Morgan ayudó a la los tejanos brindándole a Houston y a sus hombres alimentos y provisiones. Establecido ya como "Amigo de Texas" se le otorgó un rango de coronel y, en marzo de 1836, se le asignó la tarea de resguardar el puerto de Galveston de modo que la línea de suministro de Houston siempre estuviera abierta. Así Morgan dejó Nueva Washington dejando a Emily la tarea de la carga de los barcos destinados a aprovisionar al ejército de Houston. 

## Participación en los acontecimientos anteriores a la batalla de San Jacinto
El 18 de abril de 1836, Antonio López de Santa Anna, general en jefe del ejército mexicano marchaba por la llanura tejana en busca de los rebeldes y se enfiló hacia el centro de comercio de Nueva Washington solo para encontrarlo abandonado porque sus habitantes huyeron antes de su llegada. 
Emily, sin embargo, permaneció en su puesto y el general Santa Anna conocido como todo un don Juan, que siempre tenía un momento para la galantería, quedó prendado de su belleza. 
Después de que sus hombres saquearon lo que se podía todavía encontrar en Nueva Washington, Santa Ana fijó su vista en Emily, capturándola junto con un muchacho llamado Turner.
Santa Ana convenció a Turner de llevar a sus exploradores al sitio de campamento de Houston para conocer el detalle sobre la cantidad de tropas y características del ejército de Houston, pero Emily alcanzó a persuadir secretamente al muchacho de escaparse de Santa Anna y además informarle al general Houston de la llegada del general mexicano, además de su ubicación, tropas y pertrechos disponibles.
Así, aunque estaba casado en segundas nupcias con una mujer en México (Dolores Tosta), Santa Anna nunca desdeñaba la compañía de una dama voluptuosa. Al quedar prendado de Emily, ordenó a sus hombres montar inmediatamente el campamento en los llanos a orillas del río San Jacinto. Sus subalternos protestaron, insistiendo que la localización del campamento violaba los principios de estrategia del tiempo de guerra y hacía al ejército extremadamente vulnerable. Houston, al recibir noticias de Turner sobre la ubicación y situación del ejército de Santa Anna, desplazó sus tropas a una milla de las posiciones mexicanas. En la mañana del 21 de abril, Houston espiaba el campamento mexicano a través del catalejo observaba a Emily preparando el desayuno al general Santa Anna. Así Houston comentó, "espero que esta muchacha lo mantenga en la cama todo el día y haga que se descuide”. Esa tarde, tuvo lugar la Batalla de San Jacinto que marcó la consecución casi inmediata de la Independencia de Texas. Los rebeldes texanos sorprendieron al ejército mexicano que estaba totalmente desprevenido y Santa Ana fue literalmente encontrado con los pantalones abajo, (reportes mencionan que huyó del campo de batalla con su camisa de seda abierta y cubierta bajo un capote azul tomado a un soldado muerto).

## Vida posterior y leyenda
Emily Morgan sobrevivió la batalla y regresó a Nueva Washington. Poco después de que James Morgan volviera de Galveston, Emily le relató su experiencia de guerra y el resultado de la gran batalla. Morgan se sorprendió con el heroísmo de Emily, a tal grado que le rescindió su contrato y la envió de regreso a Nueva York. De la vida posterior de Emily no se sabe nada. Sin embargo, hay registro en los diarios de Morgan sobre el heroísmo de Emily y éste se aseguró de que cada persona con la que hablaba se enterara de la historia de Emily Morgan; comentó la historia relativa a los asuntos de Texas con Samuel Swartwout, uno de los amigos neoyorquinos de Houston; también contó la historia a un amigo y etnólogo inglés, llamado Guillermo Bollaert, que registró la historia a detalle. 
Algunos historiadores han sugerido que atrajeron a Emily la opulencia y las miradas del general mexicano, otros se inclinan más por la lealtad a la causa tejana. El sobrenombre "La Rosa Amarilla de Texas" según lo observado en la canción popular del mismo título, se atribuye a Emily Morgan. El término; "Yellow" (amarillo) a inicios del siglo XIX se refería a la gente de la raza mezclada o a los mulatos. Hoy, los actos heroicos de esta joven mujer son conmemorados por los miembros de los caballeros de la Rosa Amarilla de Texas cada 21 de abril en San Jacinto. El histórico hotel de Emily Morgan situado al lado de El Álamo en San Antonio, Texas se nombró así en honor a Emily Morgan.